# Амгерст (округ, Вірджинія)
Шаблон:StateAbbr_ 37°37′ пн. ш. 79°08′ зх. д. / 37.61° пн. ш. 79.14° зх. д.
Округ Амгерст (англ. Amherst County) — округ (графство) у штаті Вірджинія, США. Ідентифікатор округу 51009.

## Історія
Округ утворений 1758 року.

## Демографія
За даними перепису 2000 року загальне населення округу становило 31894 осіб, зокрема міського населення було 11791, а сільського — 20103. Серед мешканців округу чоловіків було 15208, а жінок — 16686. В окрузі було 11941 домогосподарство, 8648 родин, які мешкали в 12958 будинках. Середній розмір родини становив 2,95.
Віковий розподіл населення поданий у таблиці:
| Стать    | До 15 років | 15-21 | 22-29 | 30-39 | 40-49 | 50-65 | 65-85 | Понад 85 |
| -------- | ----------- | ----- | ----- | ----- | ----- | ----- | ----- | -------- |
| Чоловіки | 3124        | 1513  | 1318  | 2192  | 2404  | 2782  | 1747  | 128      |
| Жінки    | 3006        | 2017  | 1426  | 2366  | 2470  | 2879  | 2188  | 334      |

## Суміжні округи
- Нелсон — північний схід
- Аппоматтокс — південний схід
- Кемпбелл — південь
- Лінчбург — південь (незалежне місто)
- Бедфорд — південний захід
- Рокбридж — північний захід

## Виноски
1. ↑  U.S. Decennial Census. United States Census Bureau. Архів оригіналу за 26 квітня 2015. Процитовано 31 грудня 2013.
2. ↑  Historical Census Browser. University of Virginia Library. Архів оригіналу за 11 серпня 2012. Процитовано 31 грудня 2013.
3. ↑  Population of Counties by Decennial Census: 1900 to 1990. United States Census Bureau. Архів оригіналу за 15 грудня 2013. Процитовано 31 грудня 2013.
4. ↑  Census 2000 PHC-T-4. Ranking Tables for Counties: 1990 and 2000 (PDF). United States Census Bureau. Архів оригіналу (PDF) за 18 грудня 2014. Процитовано 31 грудня 2013.
5. ↑  State & County QuickFacts. United States Census Bureau. Архів оригіналу за 6 липня 2011. Процитовано 31 грудня 2013. [Архівовано 2011-06-24 у Wayback Machine.](англ.) Наведено за англійською вікіпедією.
6. ↑  American FactFinder. Бюро перепису населення США. Архів оригіналу за 26 лютого 2012. Процитовано 31 січня 2008. [Архівовано 2008-05-21 у Wayback Machine.]

| США | Це незавершена стаття з географії США. Ви можете допомогти проєкту, виправивши або дописавши її. |